# Консидий Нониан
(Гай или Марк) Конси́дий Нониа́н (лат. (Gaius/Marcus) Considius Nonianus; умер после 49 года до н. э.) — государственный и политический деятель Древнего Рима периода кризиса Республики, занимавший незадолго до 49 года до н. э. должность претора. Участник гражданской войны 49—45 гг. до н. э.

## Биография
Вполне возможно, первое, письменно зафиксированное, упоминание имени Консидия в сохранившихся источниках относится к 52 году до н. э., когда некий Гай Консидий руководил судом над Марком Сауфеем (на основании lex Plautia de vi). Последнему тогда инкриминировались причастность к убийству радикала Клодия на Аппиевой дороге, близ Бовилл, и захват общественного здания — харчевни, — где и произошла расправа. Некоторые учёные осторожно отождествляют этого судью с будущим наместником Цизальпийской Галлии, который вёл процесс, согласно Теодору Моммзену, в качестве претора (ввиду этого кажется маловероятной версия Р. Броутона, отнёсшего претуру Консидия к периоду около 54 до н. э.). 
Поскольку к 52 году до н. э. Консидий Нониан уже являлся сенатором, следовательно, прежде он занимал обязательную для делающего карьеру молодого политика квестуру. Её датировка точно неизвестна, однако авторы дополнения к справочнику по римским магистратам уверенно пишут о 63 годе до н. э. Приблизительно к этому же периоду английский нумизмат Г. Маттингли относит и денарий Консидия, известный своим уникальным изображением Венеры Эрицинской; по другим версиям, его чекан следует датировать 57 или 54 годом до н. э.
В 50 году до н. э., накануне очередной гражданской войны, сенат назначил Консидия Нониана преемником Гая Юлия Цезаря в Цизальпийской Галлии с полномочиями пропретора. Известно, что служил новоиспечённый наместник в Кампании.

## Источник
- Марк Туллий Цицерон. В защиту Сестия, 113—114; против Ватиния, 38; к Аттику, 8.11B.2; к близким, 16.12.3.